# Bobby Dawson
Robert Dawson (31 tháng 1 năm 1935 – 1980) là một cầu thủ bóng đá người Anh thi đấu ở vị trí hậu vệ.
Dawson khởi đầu sự nghiệp với đội bóng non-league South Shields trước khi gia nhập Leeds United năm 1953. Sau khi chỉ có 1 lần ra sân, Dawson chuyển đến Gateshead năm 1955, ghi 1 bàn thắng trong 121 trận. Dawson cũng có khoảng thời gian thử việc tại Manchester City năm 1951.